# Dusona marmorata
Dusona marmorata är en stekelart som först beskrevs av Gyöö Viktor Szépligeti 1908.  Dusona marmorata ingår i släktet Dusona och familjen brokparasitsteklar. Inga underarter finns listade i Catalogue of Life.